# 国民突撃隊

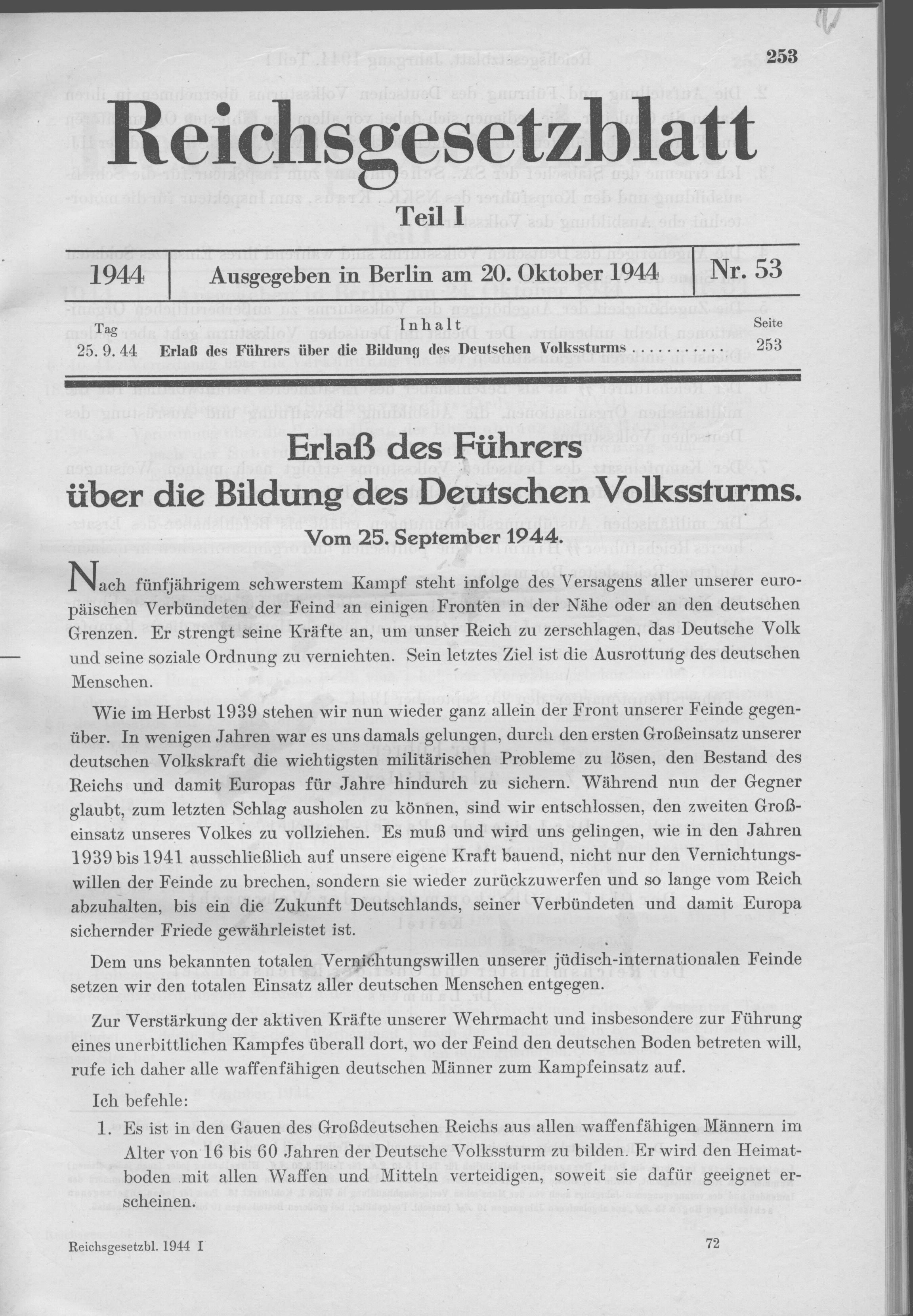
1944年9月25日のドイツ国民突撃隊の結成に関する総統命令（1944年10月20日付けの官報）

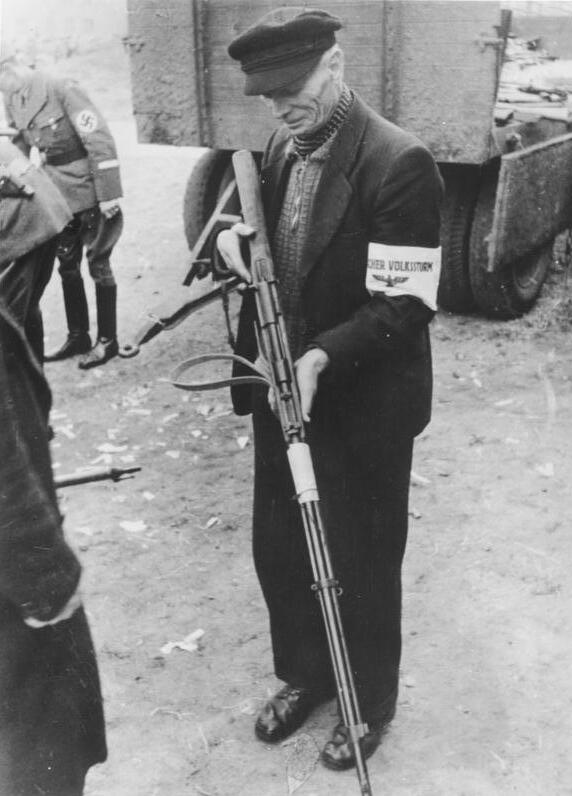
非公式腕章を付けた国民突撃隊隊員、1944年

国民突撃隊（こくみんとつげきたい、独：Deutscher Volkssturm 「ドイツ市民軍」）は、第二次世界大戦終盤の1944年9月25日の総統命令により、ドイツ本土防衛に備えて創設された軍事組織である。突撃隊とは日本語名称が似るが別の組織。16歳から60歳の民間人で構成されており、指揮官も軍人ではなく、ナチ党の地元指導者が任命された。これにより10,180個大隊（約600万人）の新しい兵力の創設が予定されていた。法的な地位は1935年の国防法にもとづく正規の戦闘員で、国土防衛のために予備役の召集対象を45歳以上にまで拡大できるという規定が準用された。

## 背景と編成

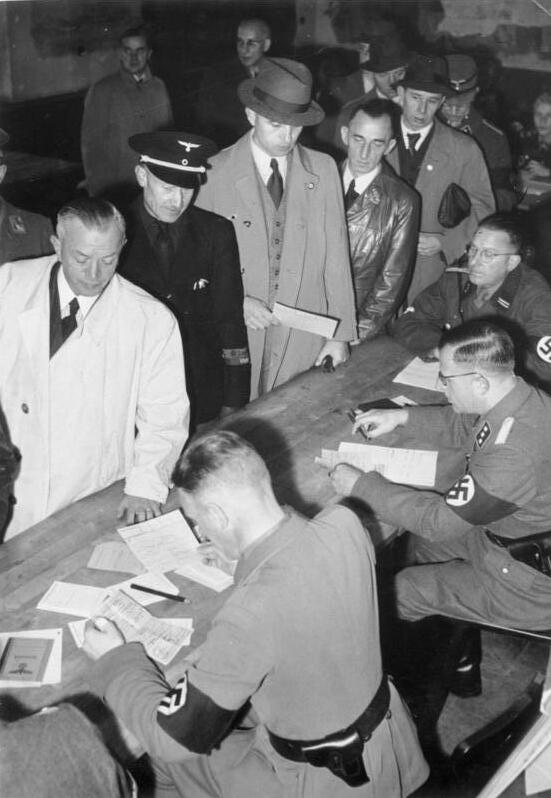
隊員手続登録所の様子 (1944年)

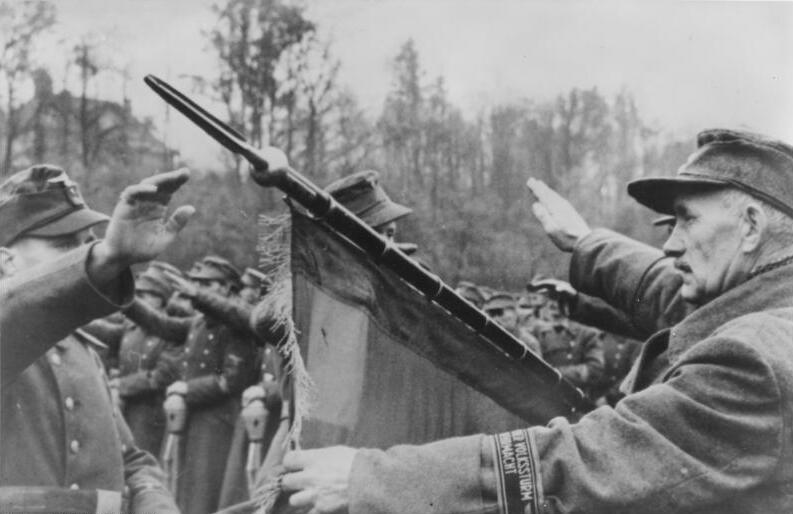
部隊の宣誓式

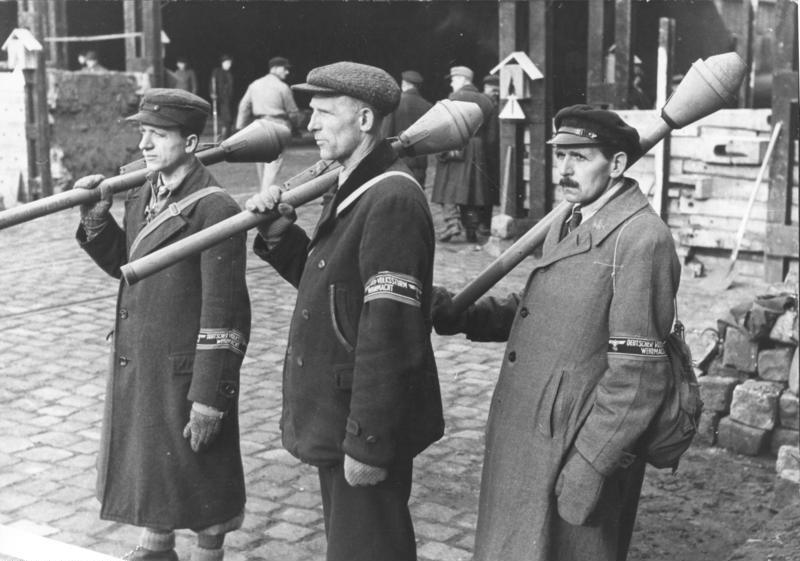
私服に腕章、パンツァーファウストを装備して立哨するベルリンの国民突撃隊員

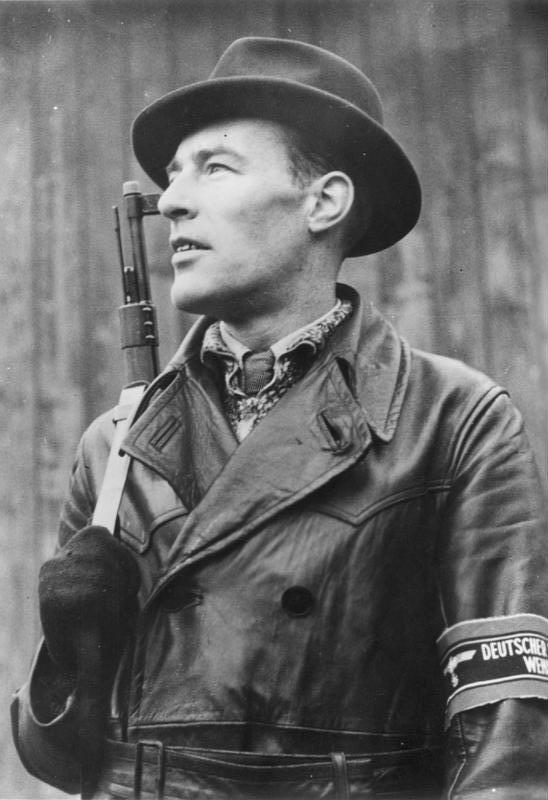
Kar98k小銃を装備し、私服の袖に腕章を付した国民突撃隊員

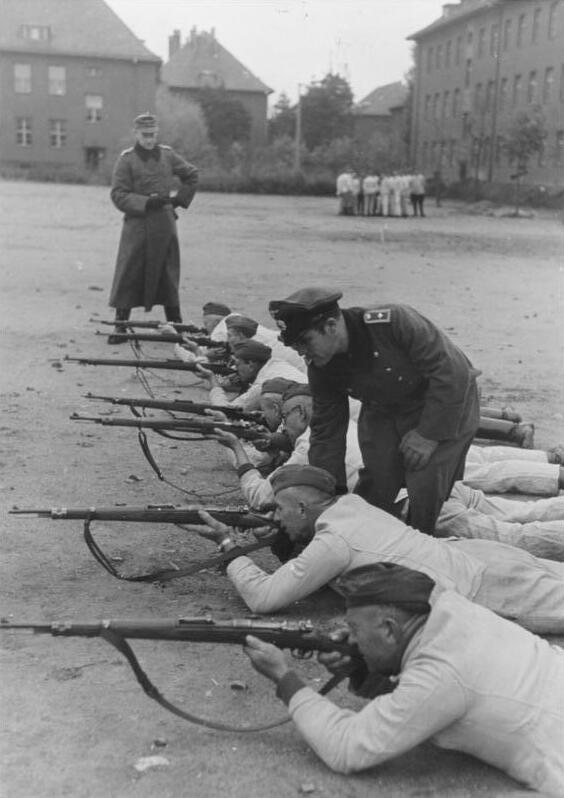
軍の略帽と作業服を着て、陸軍下士官から射撃動作の訓練を受ける国民突撃隊員。手にした小銃にはKar98k、Gew98、チェコスロヴァキア製のKar98k短縮型が混在している

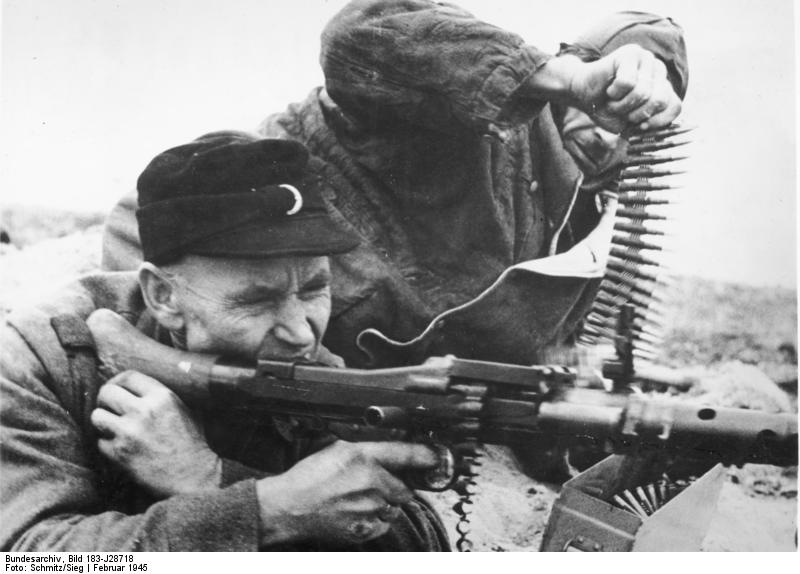
MG34機関銃を構えるシレジアの国民突撃隊員

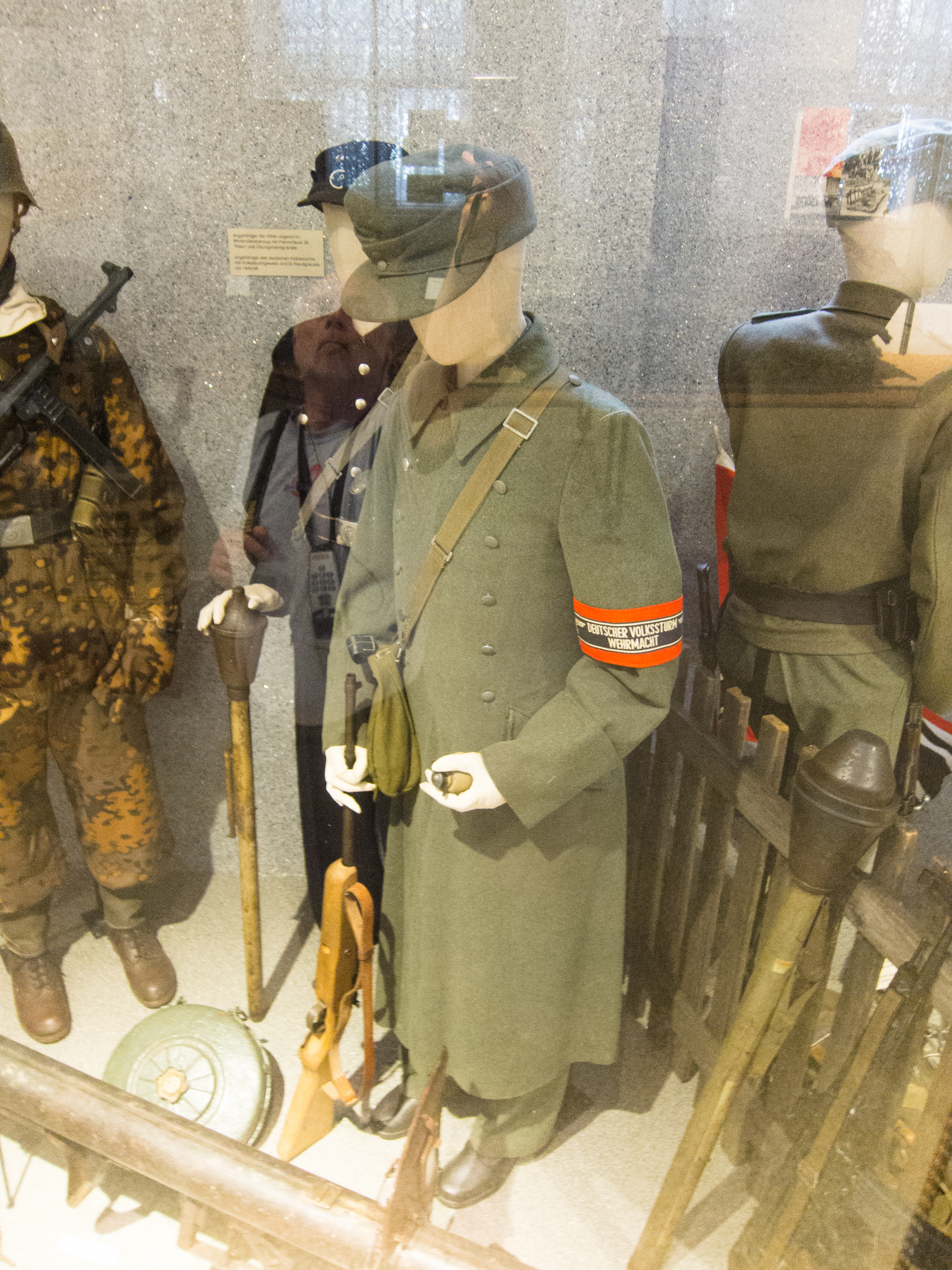
隊員の服装例。陸軍のM40型コートとM43型略帽に雑嚢のみの軽装。隊員用の腕章のみで階級章などの徽章類を取り付けていない。簡易型小銃VK-98とM39卵型手榴弾を持つ。

ドイツ国防軍はスターリングラード攻防戦の敗北以降、慢性的な兵員不足に陥っていた。1944年8月には国民擲弾兵師団を編成し、14～50歳までの男子を動員した。しかし、同年後半になると連合国軍は東西からドイツ本土に迫り事態が更に深刻化した。このため、郷土を守るために一般市民を最低限の訓練を施した後（最末期には訓練なしのまま前線に投入されていた）、郷土防衛の緊急度に応じて第一次召集、第二次、第三次、第四次と計画されていたが、ニュルンベルク法が規定するところの第一級ユダヤ人混血者は対象外とされた。
- 第一次召集 - 1884年から1924年までに出生し、武装しての軍事勤務に適する者。大多数は50歳以上で、前大戦の出征経験があった。最長6週間までの連続動員と、居住地外への出動も可能とされた。
- 第二次召集 - 25歳から50歳までの年齢で、戦争遂行に必要とされる職業に就いている者。軍需生産への悪影響を抑えるため、短期間の動員と、居住地近辺での任務に限るとされた。
- 第三次召集 - 1925年から1928年までに出生し、国防軍や武装親衛隊に所属していない者。このうち最も年少の1928年生まれは16歳に相当し、1945年3月末日までにヒトラーユーゲントまたは国家労働奉仕団による軍事教練を受けるものとされた。
- 第四次召集 - 軍事勤務に適さない者。警備任務に就くものとされた。

編成としては、1個大隊には4個の中隊、1個中隊には4個の小隊、1個小隊には3又は4個の分隊で構成され、これをドイツ全土を42に分割した地方隊の指揮下に置き、警備と居住地区の防衛を任務としていた。
東プロイセン大管区指導者（ガウライター）エーリヒ・コッホが組織した私兵集団「民族突撃隊」をモデルに、ナチ党官房長マルティン・ボルマンが総統アドルフ・ヒトラーに編成を進言した。このため、徴募などは（42あった）大管区ごとだった。
1944年10月末時点で、国民突撃隊の兵員は600万人に達した。
1944年11月12日に国民啓蒙・宣伝大臣／大ベルリン大管区指導者ヨーゼフ・ゲッベルスがヴィルヘルム広場で行われた入隊宣誓式に演説をする姿がニュースフィルム、『ドイツ週間ニュース』に収められている。傍らに駐独日本大使の大島浩中将の姿も見られた。この時、参加した人員は10万人もいたが、ゲッベルスはこの日の出来事を日記に、既に国民突撃隊の一部の者は武装をしていると、士気の高さを記載しているが、一方で装備が行き渡っていないことを認めている。ニュースフィルムには映っていないが、宣誓式を見物に来た子供の中には、嘲笑していた者もいた。
国民突撃隊という制度はドイツ全国で共通のものであった。しかし地方独自の動きとして、チロル＝フォアアールベルク帝国大管区では Standschützenbatallione(射撃場銃手大隊、射撃ギルドを起源とする民兵組織にちなむ)、また南ヴェストファーレン大管区では Freikorps Sauerland（ザウアーラント義勇軍）と、それぞれ独自の呼称や腕章が採用された。

## アドルフ・ヒトラー義勇軍
1945年3月28日、ヒトラーは新設部隊の編成を命じた。ゲッベルスの3月30日の通達によると、これは「党の活動家、国民突撃隊の志願者、労働長の志願者」による部隊で、全国組織指導者・ドイツ労働戦線指導者ロベルト・ライの指揮のもと『アドルフ・ヒトラー義勇軍（Freikorps Adolf Hitler）』として編成された。各大管区には、1000人規模の「大管区群（Gauschwarm）」が設置され、義勇軍の志願者は、軍事訓練のみならず政治的にも訓練された。
「Kreisschwärme（管区群隊）」と「Einzelschwärme（独立群隊）」に分けられた「Gauschwärme（大管区群隊）」は、それぞれ各大管区の国防軍の訓練基地へ配置された。部隊の制服には「Freikorps Adolf Hitler」と刻印された腕章を用い、武装は小銃、対戦車砲、手榴弾などであった。また、部隊にある程度の機動性を与えるため、自転車が配備された。
部隊行動は基本的に国防軍との共同で、補充も国防軍から供給された。また、国防軍では、これらの部隊を戦車駆逐部隊（Panzerjagdkommandos）または戦車駆逐団（Panzerjagdverbände）と呼んでいた。
アドルフ・ヒトラー義勇軍は、ベルリンの戦いにおける、第12軍の一翼として戦闘に参加した。

## 実態
動員された兵士（隊員）の質は一般部隊とは格段にばらつきが大きく、第一次世界大戦に出征した経験を持つ古参もいれば、老人、十代前半の子供もいる寄せ集めであり、士気もお世辞にも高いとは言えなかった。
更に、大戦末期のため武器不足が深刻で、対戦車攻撃用に大量生産された使い捨てのパンツァーファウスト以外は小銃はおろか、拳銃でさえ前大戦時の物をかき集めても全てには行き渡らず、鹵獲したものをそのまま使ったり、個人所有の猟銃までも駆り出したりする始末だった。その上、銃を支給されても弾は満足に無く、小銃一丁につき銃弾が30発も支給されれば良い方だったという。当然、補給はほとんど無かった。例えば、カルカノM1891が極度の武器不足のため駐イタリアドイツ軍部隊のみならず、ドイツ本土の当突撃隊に支給されたが、後者の場合では弾薬の供給が困難であったことが今日に至るまでその状況が伝えられている。
支給される銃にしてもVK98のような簡易戦時生産型もあった。とにかく数を揃えることを目的に生産された物なので装弾数など基本的な仕様すら個体差が大きく、その質も安定していなかった。
また、武器とともに物資も不足していたため鉄兜等も満足に行き渡らず、制服に至っては国防軍から提供される軍装では到底足りなかった。そのため鹵獲された外国軍のヘルメット、ヒトラーユーゲントやトート機関等の党組織やドイツ国営鉄道の制服、作業服、さらにワイマール共和国以前の旧式軍装を流用・改造したり、私服に腕章を着けたりしただけの物まで出るという有様だった（自前とされていたため「野戦向きの服装なら何でも良い」とされた）。
不充分な装備の老兵が目立つ国民突撃隊に対して、国防軍からは様々な蔑称が付けられた。
- 「補助予備役補」（Ersatz-Reserve-Ersatz）
- 「遅摘みのヒトラーユーゲント」（HJ-Spätlese）[7]
- 「国民の風」（Volkswind） - Volkssturm の場合、Sturm は軍役の一種である「市民軍」ないし「国民軍」を示すが、Sturm という単語自体には嵐という意味もある
- 「不具者近衛兵」（Krüppelgarde）
- 「報復兵器三号」（V3） - V1飛行爆弾とV2ロケットに続く秘策という皮肉だが、実際の兵器としてV3砲も存在した

装備も貧弱で、訓練もろくに受けず、戦闘経験が殆どない指揮官が多数を占めたため、戦力的には無いよりましという程度の存在であった。また、連合国軍との戦闘やその後の敗残兵狩りで、多くの一般市民が巻き添えを食う原因となった。

## 階級
| 国民突撃隊階級   | 意訳               | 相当する親衛隊階級 |
| 国民突撃隊階級   |                    |                    |
| Bataillonsführer | 大隊指導者(大隊長) | 親衛隊少佐         |
|                  |                    |                    |
| Kompanieführer   | 中隊指導者(中隊長) | 親衛隊少尉         |
|                  |                    |                    |
| Zugführer        | 小隊指導者(小隊長) | 親衛隊曹長         |
|                  |                    |                    |
| Gruppenführer    | 集団指導者(分隊長) | 親衛隊伍長         |
|                  |                    |                    |
| Volkssturmmann   | 国民突撃兵         | 親衛隊二等兵       |

## 戦史
国民突撃隊は陸軍、海軍、空軍、武装親衛隊とともに多大な犠牲を出した。ベルリン攻防戦では隊員は正規軍にも劣らず善戦したが、国民突撃隊の指揮官は能力よりも党や指導者への忠誠心の度合いによって決まっていた。戦場では死守命令が乱発され、その結果、多くの国民突撃兵が戦死した。

## 編成

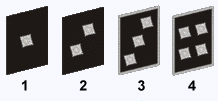
国民突撃隊の階級章。1-分隊長、2-小隊長、3-中隊長、4-大隊長

大隊

計4個中隊（総兵力400～700人）
- 大隊本部

大隊長 － 1人
中隊長 － 2人
小隊長 － 1人
分隊長 － 2人
兵卒 － 2人
予備 － 2人
拳銃手 － 2人
短機関銃手 － 4人
中隊

計3個小隊
- 中隊本部

中隊長 － 1人
小隊長 － 1人
分隊長 － 2人
兵卒 － 2人
予備 － 2人
拳銃手 － 1人
短機関銃手 － 3人
小隊
計3個分隊
- 小隊本部

小隊長 － 1人
分隊長 － 1人
兵卒 － 3人
予備 － 3人
拳銃手 － 1人
短機関銃手 － 1人
分隊
- 分隊長 － 1人

兵卒 － 8人
予備 － 3人
拳銃手 － 1人
短機関銃手 － 3人
軽機関銃手 － 1人
対戦車砲手 － 1人
対戦車拳銃手 － 1人

## 兵力

### 大管区大隊
- 第1大隊

バーデン大管区国民突撃隊 － 1～405個中隊
- 第2大隊

バイロイト大管区国民突撃隊 － 1～416個中隊
- 第3大隊

ベルリン大管区国民突撃隊 － 1～990個中隊
- 第4大隊

ダンツィヒ＝東プロイセン大管区国民突撃隊 － 1～500個中隊
- 第5大隊

デュッセルドルフ大管区国民突撃隊 － 1～73個中隊
- 第6大隊

エッセン大管区国民突撃隊 － 1～413個中隊
- 第7大隊

フランケン大管区国民突撃隊 － 1～181個中隊
- 第8大隊

ハレ＝メルゼブルク大管区国民突撃隊 － 1～507個中隊
- 第9大隊

ハンブルク大管区国民突撃隊 － 1～190個中隊
- 第10大隊

ヘッセン＝ナッサウ大管区国民突撃隊 － 1～54個中隊
- 第11大隊

ケルンテン大管区国民突撃隊 － 1～701個中隊
- 第12大隊

ケルン＝アーヘン大管区国民突撃隊 － 1～246個中隊
- 第13大隊

クールヘッセン大管区国民突撃隊 － 1～602個中隊
- 第14大隊

マクデブルク＝アンハルト大管区国民突撃隊 － 1～?個中隊
- 第15大隊

マインフランケン大管区国民突撃隊 － 1～159個中隊
- 第16大隊

マルク＝ブランデンブルク大管区国民突撃隊 － 1～558個中隊
- 第17大隊

メクレンブルク大管区国民突撃隊 － 1～58個中隊
- 第18大隊

モーゼルラント大管区国民突撃隊 － 1～312個中隊
- 第19大隊

ミュンヘン＝オーバーバイエルン大管区国民突撃隊 － 1～363個中隊
- 第20大隊

ニーダードナウ大管区国民突撃隊 － 1～377個中隊
- 第21大隊

ニーダーシュレージエン大管区国民突撃隊 － 1～651個中隊
- 第22大隊

オーバードナウ大管区国民突撃隊 － 1～173個中隊
- 第23大隊

オーバーシュレージエン大管区国民突撃隊 － 1～482個中隊
- 第24大隊

東ハノーファー大管区国民突撃隊 － 1～177個中隊
- 第25大隊

東プロイセン大管区国民突撃隊 － 1～985個中隊
- 第26大隊

ポンメルン大管区国民突撃隊 － 1～269個中隊
- 第27大隊

ザクセン大管区国民突撃隊 － 1～715個中隊
- 第28大隊

ザルツブルク大管区国民突撃隊 － 1～?個中隊
- 第29大隊

シュレスヴィヒ＝ホルシュタイン大管区国民突撃隊 － 1～413個中隊
- 第30大隊

シュヴァーベン大管区国民突撃隊 － 1～?個中隊
- 第31大隊

シュタイアーマルク大管区国民突撃隊 － 1～815個中隊
- 第32大隊

ズデーテン大管区国民突撃隊 － 1～645個中隊
- 第33大隊

南ハノーファー＝ブラウンシュヴァイク大管区国民突撃隊 － 1～701個中隊
- 第34大隊

テューリンゲン大管区国民突撃隊 － 1～446個中隊
- 第35大隊

チロル＝フォアアールベルク大管区国民突撃隊 － 1～?個中隊
- 第36大隊

ヴァルテラント大管区国民突撃隊 － 1～169個中隊
- 第37大隊

ヴェーザー＝エムス大管区国民突撃隊 － 1～251個中隊
- 第38大隊

北ヴェストファーレン大管区国民突撃隊 － 1～454個中隊
- 第39大隊

南ヴェストファーレン大管区国民突撃隊 － 1～300個中隊
- 第40大隊

ヴェストマルク大管区国民突撃隊 － 1～403個中隊
- 第41大隊

ウィーン大管区国民突撃隊 － 1～366個中隊
- 第42大隊

ヴュルテンベルク＝ホーエンツォレルン大管区国民突撃隊 － 1～?個中隊
- 第43大隊

国外組織国民突撃隊 － 1～610個中隊

### ヒトラーユーゲント
- ヒトラーユーゲント戦車撃滅旅団（Panzervernichtungs-Brigade Hitlerjugend） － 4個大隊編成
- ヒトラーユーゲント対戦車近接戦闘旅団（Panzer-Nahkampf-Brigade Hitlerjugend） － 4個大隊編成
- ヒトラーユーゲント連隊集団（Regimentsgruppe der Hitlerjugend）

ヒトラーユーゲント連隊『ベルリン＝ヘラ半島』（Hitlerjugend-Regiment Berlin - Halsinsel Hela）
ヒトラーユーゲント連隊『フランクフルト＝オーダー』（Hitlerjugend-Regiment Frankfurt/Oder）
ヒトラーユーゲント連隊『フュルステンヴァルデ』（Hitlerjugend-Regiment Fuerstenwalde）
ヒトラーユーゲント連隊『ケルン』（Hitlerjugend-Regiment Köln）
ヒトラーユーゲント連隊『ニーダーシュレージエン』（Hitlerjugend-Regiment Niederschlesien 1）
義勇連隊（Freiwilligen-Regiment）
- 陸軍ヒトラーユーゲント戦闘隊（Heeres-Hitlerjugend-Kampf-Verband） － 3個編成
- ヒトラーユーゲント戦闘団（Hitlerjugend-Kampfgruppe Bann）
- ヒトラーユーゲント大隊（Hitlerjugend-Bataillon）
- ヒトラーユーゲント戦車覆滅大隊（Panzer-Zerstörer-Bataillon Hitlerjugend）
- ヒトラーユーゲント戦車駆逐司令部（Hitlerjugend-Panzerjagdkommando）
- ヒトラーユーゲント戦車駆逐小隊（Hitlerjugend-Panzerjagd-Trupp）
- ヒトラーユーゲント駆逐大隊（Jagd-Bataillon Hitlerjugend ）
- ヒトラーユーゲント中隊（Hitlerjugend-Kompanie）
- ヒトラーユーゲント防御隊（Hitlerjugend-Verteidiger）
- ヒトラーユーゲント行動隊（Hitlerjugend-Einsatz）
- ヒトラーユーゲント戦闘出動隊 （Hitlerjugend-Kampf-Einheit）
- ヒトラーユーゲント出動隊（Hitlerjugend-Einheit）

## 騎士鉄十字章受章者[8]
- ヴィルヘルム・ジット（Wilhelm Sitt） － 1945年2月7日授与。ケルン国民突撃隊大隊長。「ケルン＝アーヘン大管区指導部」区域指導者。
- オットー・ヘルツォーク（ドイツ語版） － 1945年4月15日授与。ブレスラウ国民突撃隊戦闘団長。突撃隊上級集団指導者。
- カール・パッケブッシュ（Karl Packebusch） － 1945年4月26日授与。ベルリン＝ヴェディング地区国民突撃隊大隊長。
- エルンスト・ティブルツィ（ドイツ語版）（Ernst Tiburzy）  － 1945年4月26日授与。ケーニヒスベルク国民突撃隊大隊長。